# Trastorno de sueño por turno de trabajo
El trastorno de sueño por turnos de trabajo» (SWSD) (también, desorden de sueño por turnos de trabajo, mala traducción de disorder) es un trastorno de sueño del ritmo circadiano que afecta a las personas que cambian de trabajo o de horarios de sueño con frecuencia. Tal interrupción recurrente de los patrones de sueño puede terminar por provocar insomnio y / o excesiva somnolencia.[cita requerida]
Un estudio del 2007 conducido por el Centro Internacional de Investigaciones sobre el Cáncer (CIRC, también Agencia Internacional para la Investigación del Cáncer, CIRC) demostró que el trabajo por turnos puede inducir cáncer.